# Ülke
Ülke románul: Ulcani) falu Romániában, Hargita megyében található.

## Fekvése
Székelyudvarhelytől északra 7 km-re fekszik, Oroszhegy községhez tartozik.

## Története
Ülke nevét az oklevelek 1550-ben említették először Wlke néven.
1567-ben Illke, 1602-ben Ülke néven írták nevét.
A falu eredetileg nem a mai helyén, hanem a Kétvízköze nevű területen feküdt, ahonnan településnyomok kerültek elő.
Mindvégig megtartotta katolikus vallását, római katolikus temploma 1996-ban épült.
A trianoni békeszerződésig Udvarhely vármegye Udvarhelyi járásához tartozott.
1910-ben 625, 1992-ben 424 magyar lakosa volt.
A falu cifra rézszeletkékkel kirakott fodros fedelű fapipáiról volt híres.
"...Ülke meg arról nevezetes, hogy ott készítik az egész székelyföld szükségleteit fedező-czifra réz szeletkékkel kirakott, fodros fedelü fapipákat." (Orbán Balázs)
"A Dancza nyugoti aljánál szakad be a Bosnyák pataka; ennek hegyek közé bemélyülő völgyébe több falu van elrejtve: mint Tibold, Fancsal, Szt.-Király és a beleszakadó Balé patak mellett Szt.-Tamás, Ülke. E faluknak központi anya megyéje úgy látszik, Szt.-Tamás volt, mert a pápai dézmák regestrumának 1332-dik évi rovatában csak ez egyet találjuk bejegyezve." (Orbán Balázs)

## Nevezetességek
- Római katolikus temploma – 1996-ban épült.

## Testvértelepülések
- Kárász